# Texas John Slaughter
Texas John Slaughter est une série télévisée américaine inspirée par John Horton Slaughter (en), membre des Texas Rangers après la guerre de Sécession. La série en 17 épisodes et 3 saisons, a été produite par Walt Disney Pictures et diffusée du 31 octobre 1958 au 23 avril 1961 sur le réseau ABC dans l'émission Walt Disney Presents.
La série est diffusée en septembre 1987 en France (FR3).

## Synopsis

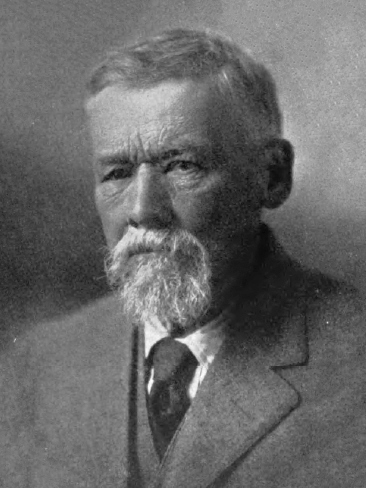
John Horton Slaughter.

Après la guerre de Sécession, John Slaughter rejoint les Texas Rangers à la suite d'un incident dans la petite ville de Friotown. Deux bandits tentent de tuer Slaughter, le prenant pour le Texas Ranger Ben Jenkins. Slaughter se défend et abat ses deux agresseurs. Impressionné par sa dextérité, Jenkins propose à Slaughter de rejoindre les Texas Rangers. Ce dernier refuse l'offre afin de construire un ranch, mais les évènements et le chef de gang Frank Davis en décident autrement.

## Fiche technique
- Réalisateur : James Neilson, Harry Keller
  - assisté de Austion Jewell, Robert G. Shannon, Arthur J. Vitarelli, Joseph McEveety
- Scénario : Albert E. Lewin, Burt Styler, Frank D. Gilroy, Maurice Tombragel, David P. Harmon, Fred Freiberger, Cyril Hume
- Photographie : Walter H. Castle, Edward Coleman
- Montage : Robert Stafford, Stanley Johnson
- Directeur artistique : Marvin Aubrey Davis
- Décors : Emile Kuri, Vin Taylor
- Costumes : Chuck Keehne
- Maquillage : Pat McNalley
- Coiffure :  Ruth Sandifer
- Musique : Joseph Dubin, Buddy Baker
- Technicien du son : Robert O. Cook
- Producteur : Walt Disney, Bill Anderson, James Pratt, Ron Miller (associé)
- Société de production : Walt Disney Productions
- Pays d'origine : États-Unis

Sauf mention contraire, les informations proviennent des sources concordantes suivantes : John West et IMDb

## Distribution
- Tom Tryon : Texas John Slaughter
- Saison 1
  - Norma Moore : Adeline Harris| - - pour Texas John Slaughter et Ambush at Laredo - Robert Middleton : Frank Davis - Harry Carey Jr. : Ben Jenkins - Judson Pratt : Capt. Cooper - Edward Platt : Lease Harris - John Day : Pvt. Jeff Clay - Chris Alcaide : Outlaw #3 - Robert J. Wilke : Outlaw Jed - Leo Gordon : Outlaw Bill - John Alderson : Sgt. Duncan MacGregor - Robert Hoy : Ranger #2 - Chuck Roberson : Ranger #11 - pour Killers from Kansas - Lyle Bettger - Beverly Garland : Mrs Barko - Harry Carey Jr. : Ben Jenkins - Judson Pratt : Capt. Cooper - Christopher Dark - John Day : Pvt. Jeff Clay - Don Haggerty - Robert Hoy : Ranger #2 - Lane Bradford | - - Pour Showdown at Sandoval - Dan Duryea - Beverly Garland : Mrs Barko - Harry Carey Jr. : Ben Jenkins - Judson Pratt : Capt. Cooper - Ann Doran - Robert Foulk - John Day : Pvt. Jeff Clay - Robert Hoy : Ranger #2 - Henry Wills - Pour The Man from Bitter Creek et The Slaughter Trail - Stephen McNally - Sidney Blackmer - Bill Williams - John Larch - Grant Williams - Harold J. Stone - Herbert Rudley - H. M. Wynant - Dan Kelly |
- Saison 2 | - - Pour The Robber Stallion et Wild Horse Revenge - Darryl Hickman : Ashley Carstairs - Barton MacLane - John Vivyan - Jean Inness - William Phipps - Bing Russell - Pour Range War Tombstone, Desperado from Tombstone et Apache Friendship - Darryl Hickman : Ashley Carstairs - Betty Lynn : Viola Howell - Gene Evans - Regis Toomey - Jan Merlin - James Westerfield - Nora Marlowe - Brian Corcoran : Willy Slaughter - George Wallace - Don Haggerty - Annette Gorman | - - Pour Kentucky Gunslick et Geronimo's Revenge - Darryl Hickman : Ashley Carstairs - Betty Lynn : Viola Slaughter - Brian Corcoran : Willy Slaughter - Allan Lane - Don Haggerty - Charles Maxwell - Jay Silverheels - James Edwards - Pat Hogan - Annette Gorman - Bob Steele - G. Walcott |
- Saison 3 
  - Betty Lynn : Viola Slaughter
  - Brian Corcoran : Willy Slaughter| - - Pour The End of the Trail - Onslow Stevens - Harry Carey Jr. : Ben Jenkins - Pat Hogan - Pour A Holster Full of Low - Ross Martin - R. G. Armstrong - Robert Burton - Jim Beck | - - Pour A Trip to Tucson - Joe Maross - Jim Beck - Peggy Knudsen - Lane Bradford - Pour Frank Clell's in Town - Jim Beck - Robert Burton - Michael McGreevey - Raymond Bailey - Ernest Sarracino - Ralph Meeker |

Source : John West

## Épisodes
Source : Leonard Maltin

### Saison 1
1. Texas John Slaughter (Tales of Texas John Slaughter) (31 octobre 1958)
2. Embuche à Laredo (Tales of Texas John Slaughter - Ambush at Laredo) (14 novembre 1958)
3. Tueurs dans le Kansas (Killers from Kansas) (9 janvier 1959)
4. Fusillade à Sandoval (Showdown at Sandoval) (23 janvier 1959)
5. Tales of Texas John Slaughter - The Man from Bitter Creek (6 mars 1959)
6. Tales of Texas John Slaughter - The Slaughter Trail (20 mars 1959)

### Saison 2
1. The Robber Stallion (4 décembre 1959)
2. Wild Horse Revenge (11 décembre 1959)
3. Range War Tombstone (18 décembre 1959)
4. Desperado from Tombstone (12 février 1960)
5. Apache Friendship (19 février 1960)
6. Kentucky Gunslick (26 février 1960)
7. La vengeance de Geronimo (Geronimo's Revenge) (4 mars 1960)

### Saison 3
1. Fin de la piste (The End of the Trail) (29 janvier 1961)
2. Un étui titulaire de droit (A Holster Full of Low) (5 février 1961)
3. Un voyage à Tucson (A Trip to Tucson) (16 avril 1961)
4. Frank Clell est en ville (Frank Clell's in Town) (23 avril 1961)

## Origine et production
La série Texas John Slaughter, tout comme Elfego Baca produite en alternance, avait pour but de capitaliser sur le succès des séries western mais aussi de reconquérir le public attiré par les productions des autres chaînes. Cette série est la plus longue en durée des cinq séries produites par le studio sur des héros américains. Le studio n'a pas regardé à la dépense et ses productions usaient des mêmes scènes d'action et de la même violence que les concurrents.
Dans le studio Disney, le tournage s'est fait dans une rue western installée située à l'Est du campus, désormais disparue. Elle s'appelait simplement Western Street, a été conçue par John B. Mansbridge avec un budget de 175 000 USD. Sur cette somme 125 000 USD a été utilisé uniquement pour le décor de la série Texas John Slaughter afin de représenter les villes de Tucson et de Tombstone. Pour l'une des scènes, la Western Street a été décorée comme une fête du 4 juillet avec 100 acteurs, un canon et ses boulets, 50 pastèques, 2 caisses de melons, six caisses d'épis de maïs, 24 tartes, 25 kg de cacahuètes, 10 kg de pop-corns, 10 kg de bonbons au caramel et des jeux d'adresses du début du XXe siècle avec leur prix comme le lancer d'anneau, le marteau et une roue de la fortune. La seule chose qui manquait était les pétards, interdits dans la ville de Burbank.
Les scènes en extérieur ont elles étaient principalement tournées au Golden Oak Ranch. Mais pour les épisodes The Robber Stallion et Wild Horse Revenge de la saison 2, les scènes au pied des montages de San Bernardino ont été tournées à Apple Valley en Californie. Le tournage a nécessité 100 personnes durant 2 semaines sur trois sites figurant un canyon, une mare et un lac asséché. 75 chevaux et 15 cavaliers ont été requis pour ces scènes.

## Analyse
Pour John West la série est en général très bien et Tom Tryon dans le rôle-titre joue avec un bon mélange de d'héroïsme et d'incompréhension. Tryon est aussi à l'affiche du film Un pilote dans la Lune (1962) avant de devenir romancier.